# الحسناء والطلبة (فلم)
الحسناء والطلبة هو فيلم مصري عرض عام 1963، بطولة شكري سرحان وحسن يوسف وعماد حمدي وشويكار، ومن إخراج أحمد ضياء الدين.

## قصة الفيلم
يصل (متولي) الشاب القروي إلى القاهرة لإتمام دراسته، فمتولي متزوج من سميرة ويساعده (كمال) ابن عمه على الحياة في القاهرة. تطلب (نانا) الراقصة الفاتنة من صديقها الدكتور (جلال) أن يعطي مكافأة مالية لمتولي لتساعده على المعيشة. في الوقت ذاته، تعجب نانا بمتولي وتقرر الزواج منه ويصاحبها في عملها بالملهى ويهمل دراسته، ويكاد أن يطرد من الجامعة، فيصمم (كمال) على إنقاذه.

## طاقم التمثيل
- شكري سرحان: (متولي عبد الصمد)
- حسن يوسف: (حسن - طالب)
- عماد حمدي: (د.جلال- أستاذ الجامعة)
- شويكار: (نوال عبد الحميد "نانا")
- توفيق الدقن: (توفيق - مدير الكباريه)
- سهير زكي: (راقصة)
- سمير صبري: (سمير - طالب)
- سميرة محسن: (نفيسة - زوجة متولي)
- مختار أمين: (كمال عفيفي - ابن عم متولي)
- محمد أباظة: (درويش - البواب)
- إسكندر منسي: (عفيفي عبد الباسط - عم متولي)
- عبد الحميد بدوي: (عبد الصمد عبد الباسط)
- قدرية كامل: (والدة كمال عفيفى)
- يكن حسين: (نبيه)
- سيد العربي: (جار متولي)
- صالح الإسكندراني: (أبو سالم - بائع الجرائد)
- رشوان مصطفى: (زبون الكباريه)
- سيد عبد الله: (البارمان)
- محمد الحلو: (المتشاجر بالكباريه)

## فريق العمل
- إخراج: أحمد ضياء الدين
- قصة: عدلي المولد
- سيناريو وحوار: عدلي المولد، نبيل غلام، ضياء الدين بيبرس
- مدير التصوير: كمال كريم
- مونتاج: حسين عفيفي
- إنتاج: جمهورية فيلم
- توزيع داخلي: جمهورية فيلم
- توزيع خارجي: فواز إخوان